# Pilbrodalen
Pilbrodalen er en mindre, ca. 5 km lang   dal,  syd for Stilling-Solbjerg Sø, der i begge ender har forbindelse med søen. Mod vest er Pilbrodalen bred og skærer sig ned i de store, bløde bakker mellem Vitved og Fastrup ved Solbjerg. Mod vest når den anden ende af Pilbrodalen ud i Stilling Sø. Her er dalen meget smal med stejle skråninger. I Pilbrodalen har der ligget flere søer, men de fleste er efterhånden groet til som moser. I disse er der siden gravet tørv, hvorved der er opstået en række mindre vandhuller, som i dag er med til at give dalen sit særpræg. Dalen rummer også et større overdrev.  I moserne i dalen vokser majgøgeurt og frøbid, mens der på skrænterne findes bakkegøgelilje og tyndakset gøgeurt.
Dalen er  Nationalt Geologisk Interesseområde NGI 67. 
Den vestlige snævre del, og den brede  østligste del af Pilbrodalen, er en del af den 366 hektar store naturfredning omkring Stilling-Solbjerg Sø .  Det fredede område er privateje, så offentligheden må  kun  færdes i terrænet ved etablerede opholdarealer og stier i nærheden af de mest karakteristiske landskabsformationer. Den østligste del danner kommunegrænse mellem Skanderborg- og Aarhus Kommuner